# Джонс, Джакс
Тимучин Фабиан Квонг Вах Алуо (род. 25 июля 1987, Лондон, Великобритания), наиболее известный под псевдонимом Jax Jones (Джакс Джонс или Джекс Джонс) — британский диджей, продюсер, певец, сонграйтер и ремиксер. Известен своей песней «I Got U», записанной в дуэте с Дюком Дюмоном 2014 году, возглавив британский сингловой чарт. Также наиболее известными работами стали сингл «You Don’t Know Me», записанный в 2016 году, при участии Raye, и достигший четвёртой строчки в сингловом чарте Великобритании, а также новый сингл «Instruction», записанный при участии Деми Ловато и Stefflon Don.

## Ранняя жизнь
Оба родителя Джакса — учителя. Юный Тимучин вырос в межрасовой семье, из-за чего подвергся влиянию общества. После того, как отчим познакомил его с афробитом, с помощью Фелы Кути и рэп-альбомом Biggie Smalls, Джакс начал слушать хип-хоп, R&B, евангелие и традиционную африканскую музыку.
Такие продюсеры, как The Neptunes, Тимбалэнд и Родни Джеркенс сформировали его музыкальные интересы и увлечение анатомией ритм-группы. Первоначально, изучая классическую гитару с юного возраста, Джакс занялся битмейкингом в 15 лет, после знакомства с Cubase.

## Музыкальная карьера

### Начало
Выступая в открытых клубах в округе Лондона, Джакс в конечном итоге объединился с Ripperman, продюсером грайм-музыки из Митчама, в Brixton’s Raw Materials Studio, работая над пластинками для Big Narstie, Roadside Gs, и прочих на сцене.
Родители Джакса поощряли его поступление в университет в возрасте 18-ти лет. Чтобы оставаться ближе, он отказался от Оксфорда в пользу Университета Брунеля. Несмотря на ежедневную двухчасовую поездку, Джакс не оставлял своё хобби, регулярно публикуя биты в Myspace. После окончания университета Джакс арендовал студию в Сиденхеме, где оттачивал свое хобби.

### 2014: Прорыв
После встречи с Дюком Дюмоном он проявил интерес к хаус-музыке, и вместе они написали и спродюсировали «I Got U», «Won’t Look Back» и «Ocean Drive». Сингл «I Got U» достиг первой строчки в британском сингловом чарте в марте 2014 года.

### 2015 — настоящее время
24 июля 2015 года он выпустил сингл «Yeah Yeah Yeah», а в июле 2016 года — «House Work». Джакс говорит о треке:
«В конце концов, я начал делать биты на four-track, так что мне кажется, я должен включить это в свою музыку».
В декабре 2016 года он выпустил сингл «You Don’t Know Me». Песня стала его самым успешным проектом до сих пор, достигнув третьей строчки в Великобритании, а также войдя в топ-5 нескольких европейских стран, включая Германию, Ирландию, Бельгию и Норвегию.
16 июня 2017 года Джакс выпустил сингл «Instruction», записанный совместно с американской певицей Деми Ловато и репершей Stefflon Don. Трек добрался до 22 строчки Синглового Чарта Великобритании.

## Награды и номинации
В 2015 году сингл Джакса и Дюка Дюмона «I Got U» был номинирован на премию Грэмми в номинации «Лучшая танцевальная запись», однако потерпел поражение.
В том же году «I Got U» был номинирован на премию BRIT Awards в категории «Британский сингл года», но также потерпел поражение.

## Дискография

### В качестве ведущего исполнителя
| Название                                                     | Год  | Пиковые позиции в чартах | Пиковые позиции в чартах | Пиковые позиции в чартах | Пиковые позиции в чартах | Пиковые позиции в чартах | Пиковые позиции в чартах | Пиковые позиции в чартах | Пиковые позиции в чартах | Пиковые позиции в чартах | Пиковые позиции в чартах | Сертификации | Альбомы            |
| Название                                                     | Год  | UK                       | UK Dance                 | AUS                      | AUT                      | BEL (Fl)                 | GER                      | IRE                      | SCO                      | SWE                      | SWI                      | Сертификации | Альбомы            |
| ------------------------------------------------------------ | ---- | ------------------------ | ------------------------ | ------------------------ | ------------------------ | ------------------------ | ------------------------ | ------------------------ | ------------------------ | ------------------------ | ------------------------ | --- | ------------------ |
| «Go Deep»                                                    | 2013 | —                        | —                        | —                        | —                        | —                        | —                        | —                        | —                        | —                        | —                        | | Non-album singles  |
| «Yeah Yeah Yeah»                                             | 2015 | —                        | —                        | —                        | —                        | —                        | —                        | —                        | —                        | —                        | —                        | | Non-album singles  |
| «House Work» (featuring Mike Dunn and MNEK)                  | 2016 | 85                       | 24                       | —                        | —                        | —                        | —                        | 92                       | 60                       | —                        | —                        | - BPI: Silver | Snacks             |
| «You Don’t Know Me» (featuring Raye)                         | 2016 | 3                        | 1                        | 12                       | 7                        | 2                        | 3                        | 3                        | 3                        | 6                        | 5                        | - BPI: 2× Platinum - ARIA: 2× Platinum - BEA: 2× Platinum - BVMI: 3× Gold - FIMI: 3× Platinum - GLF: 2× Platinum | Snacks             |
| «Instruction» (featuring Demi Lovato and Stefflon Don)       | 2017 | 13                       | 3                        | 72                       | 66                       | 23                       | 31                       | 29                       | 10                       | 94                       | —                        | - BPI: Platinum - BVMI: Gold - FIMI: Gold                                                                        | Snacks             |
| «Breathe» (featuring Ina Wroldsen)                           | 2017 | 7                        | 1                        | —                        | 14                       | 6                        | 15                       | 4                        | 5                        | —                        | 13                       | - BPI: Platinum - BEA: Gold - BVMI: Gold                                                                         | Snacks             |
| «Ring Ring» (with Mabel featuring Rich the Kid)              | 2018 | 12                       | 2                        | —                        | —                        | 36                       | —                        | 15                       | 9                        | —                        | —                        | - BPI: Gold | Snacks             |
| «Play» (with Years & Years)                                  | 2018 | 8                        | 1                        | —                        | —                        | 46                       | —                        | 19                       | 9                        | —                        | —                        | - BPI: Gold | Snacks             |
| «All Day and Night» (with Martin Solveig and Madison Beer)   | 2019 | 10                       | 2                        | —                        | 60                       | 14                       | 85                       | 7                        | 7                        | —                        | 77                       | - BPI: Platinum                                                                                                  | Snacks             |
| «One Touch» (with Jess Glynne)                               | 2019 | 19                       | —                        | —                        | —                        | —                        | —                        | 28                       | 8                        | —                        | 88                       | - BPI: Gold | Snacks             |
| «Harder» (with Bebe Rexha)                                   | 2019 | 23                       | —                        | —                        | —                        | —                        | —                        | 24                       | 12                       | 64                       | —                        | - BPI: Silver | Snacks             |
| «Jacques» (with Tove Lo)                                     | 2019 | 67                       | 14                       | —                        | —                        | —                        | —                        | 65                       | —                        | 61                       | —                        | | Snacks (Supersize) |
| «This Is Real» (featuring Ella Henderson)                    | 2019 | 9                        | 4                        | —                        | —                        | —                        | —                        | 14                       | 3                        | —                        | —                        | - BPI: Platinum                                                                                                  | Snacks (Supersize) |
| «Tequila» (with Martin Solveig and Raye)                     | 2020 | 21                       | 3                        | —                        | —                        | —                        | —                        | 19                       | 14                       | —                        | —                        | - BPI: Silver | TBA                |
| «I Miss U» (with Au/Ra)                                      | 2020 | 25                       | 7                        | 85                       | —                        | —                        | —                        | 33                       | 17                       | —                        | —                        | | TBA                |
| «—» denotes a single that did not chart or was not released. |      |                          |                          |                          |                          |                          |                          |                          |                          |                          |                          | |                    |

### Комментарии
1. ↑  "Breathe" did not enter the Swedish Singellista chart, but peaked at number two on the Swedish Heatseeker chart.[24]
2. ↑  "Ring Ring" also features on Mabel's debut extended play Ivy to Roses and debut studio album High Expectations.
3. ↑  "Ring Ring" did not enter the Swedish Singellista Chart, but peaked at number 10 on the Swedish Heatseeker Chart.[26]
4. ↑  "Play" also features on Years & Years' second studio album Palo Santo.
5. ↑  "One Touch" also features on Jess Glynne's second studio album Always In Between.
6. ↑  "One Touch" did not enter the Flemish Ultratop chart, but peaked at number 38 on the Ultratip chart.[13]
7. ↑  "One Touch" did not enter the Swedish Singellista Chart, but peaked at number six on the Swedish Heatseeker Chart.[27]
8. ↑  "Harder" did not enter the Flemish Ultratop chart, but peaked at number 39 on the Ultratip chart.[13]
9. ↑  "Jacques" also features on Tove Lo's fourth studio album Sunshine Kitty.